# Policijska psihologija
Policijska psihologija je področje forenzične psihologije, ki se ukvarja z uporabo psiholoških spoznanj in metod pri delu policistov in policije kot organizacije. Njen namen je narediti policijsko delo učinkovitejše, usposobiti policiste za uspešno soočanje s stresnimi situacijami in skrbeti za etično primerno delo z osebami v postopku obravnave, poleg tega pa še opremiti policiste z znanjem, potrebnim za razumevanje lastnega vedenja in vedenja drugih ter znanja o tem, kako vplivati na vedenje drugih oseb.

## Opredelitev
Policijska psihologija je ena najmlajših vej uporabne psihologije, kot samostojna panoga pa vnaša psihološka spoznanja v policijsko dejavnost in delo. Ukvarja se s preučevanjem duševnih in fizioloških posledic policijskega dela ter preučevanjem osebnosti policista v različnih situacijah.
Psihološka znanja uporablja na različnih področjih:
- kazensko in civilno pravo,
- predkazenski postopki,
- zaposlovanje policistov,
- preučevanje duševnih in fizioloških posledic policijskega dela,
- preučevanje duševnih procesov in stanja policistov v duševno obremenjujočih situacijah,
- preučevanje osebnosti policistov v vseh možnih okoliščinah,
- raziskovalno delo na področju kriminala in policije kot organizacije.

Policijska psihologija vključuje tematike klinične, socialne, obče, forenzične, razvojne psihologije, psihologije osebnosti ter skupnosti, psihometrije, kriminologije, psihološkega svetovanja itd.

## Zgodovina
Zgodovina policijske psihologije izhaja iz razvoja forenzične psihologije na katerega so vplivali poleg psihologov tudi psihiatri in pravniki. Obstaja več razlag poteka razvoja, ki so večinoma odvisne od porekla avtorjev ter pripadnosti različnim smerem. Razvoj je predvsem odvisen od sprememb in dopolnitev pravnih norm, ki veljajo na določenem območju. Šele v 18. stoletju se je na sodiščih začel omenjati pojem "najmanjše duševne kompetentnosti", ki jo je moral obtoženi imeti, da je bilo sojenje pravično. Ta sprememba zakonodaji je močno povečala zanimanje za norost, zaradi česar so začeli vpeljevati preizkuse prištevnosti in nastala je potreba po sodelovanju nepravnih strokovnjakov v sodnih postopkih. Ključnega pomena za razvoj je tudi objava prve uradne statistike kriminala v Franciji leta 1827, ki je omogočila vpogled v prostorsko razporeditev kriminala in zasnovala začetke geografskega profiliranja.
Začetki policijske psihologije segajo natančneje v čas okoli leta 1919, ko so v Nemčiji začeli uporabljati psihologe za reševanje težav v policijskih enotah.Sodelovanje psihologov s policijskimi organizacijami se je bolj intenzivno začelo okrog leta 1950 v okviru nabora policistov in pri posredovanju v družinskih zadevah. Leta 1966 so v Münchnu redno zaposlili psihologa, ki je usposabljal policiste za delo pri patruljiranju in obvladovanju množice, leta 1968 pa so prvega policijskega psihologa zaposlili tudi v Los Angelesu.
Uvajanje spoznanj psihologije v policijsko delo je pripeljalo do nastanka nove aplikativne vede – policijske psihologije. K razvoju policijske psihologije v ZDA (in posledično v svetu) je precej pripomogel znanstveni vedenjski (behavioristični) oddelek akademije FBI (angl. Behavioral Science Unit of the Federal Bureau of Investigation), ki je v zadnjih letih posvečal predvsem vrstam psiholoških naporov, ki obremenjujejo policiste oziroma so jim policisti izpostavljeni.
V razvitih državah (ZDA, Kanada, Velika Britanija…) sta uvajanje spoznanj s področja psihologije in sodelovanje psihologov pri opravljanju policijskega dela samoumevna, saj so policijske enote teh območij prišle do spoznanja, da dognanja s področja psihologije in vključevanje psihologov v policijske vrste olajša in izboljša opravljanje policijskih nalog ter vodenje in upravljanje v policijskih organizacijah.

## Psihologija na področju policijskega dela
Psihologija se je izkazala za eno pomembnejših znanstvenih disciplin, ki posegajo na področje policijskega dela. Tako policijski managerji kot policisti morajo razpolagati z znanji razumevanja in vplivanja na vedenje posameznikov in skupin ter znanji za učinkovito delo z ljudmi.

## Policijski psiholog
Policijski psiholog naj bi obvladoval širok spekter psiholoških in drugih znanj, saj pri svojem delu neposredno uporablja spoznanja različnih zvrsti psihologije ter drugih ved. Tukaj ne gre samo za neposredno uporabo spoznanj, pač pa za prilagajanje specifičnim policijskim situacijam, kar ni možno brez poznavanja policijskih organizacij, policijskega dela in samih policistov, torej je lahko policijski psiholog skoraj vsak profil psihologa, ki se je pripravljen še dodatno izobraževati in usposabljati, saj šolanje ne izobražuje policijskih psihologov. V organizaciji jim je potrebno omogočiti ustrezno izobraževanje, usposabljanje in pridobivanje izkušenj, saj bodo kompetentnost dosegli le z uspešnim vključevanjem v reševanje konkretnih primerov policijskega dela, hkrati pa bodo policisti spoznali potrebo po njihovem znanju in izkušnjah.
Policijski psiholog mora imeti znotraj policijske enote status strokovnjaka in ne starešine, saj svetuje in ne odloča. Zaradi narave svojega dela in če želimo, da bo pri svojem delu uspešen, mora bit podrejen neposredno predstojniku.
Če se psiholog znotraj enote ukvarja izključno s selekcijo in usmerjanjem kariere policistov, ni potrebno da je dodatno pooblaščen in oborožen, kar je nujno pri psihologih, ki se ukvarjajo s svetovanjem pri operativnem delu (situacije s talci, uporaba strelnega orožja, ogled kraja zločina, obvladovanje nemirne množice ipd.).
Posebna dilema pri opravljanju poklica je vprašanje zaupnosti oziroma poklicne molčečnosti, saj psihologu policisti zaupajo težave in nepravilnosti pri svojem delu, kršitve, ki so jih storili, ideje, ki jih preganjajo ipd. in pomembna je meja, kdaj naj (in če lahko) psiholog prelomi poklicno molčečnost in o tem poroča svojemu nadrejenemu. V ZDA se je uveljavilo pravilo prekinitve poklicne molčečnosti, če obstaja nevarnost umora ali samomora, če gre za zlorabo otrok ali druga kazniva dejanja, ki predstavljajo veliko nevarnost za policista ali druge, v primeru pooblaščenosti delavcev pa tudi takrat, kadar obstaja sum, da jim ni več mogoče zaupati orožja, ker predstavljajo nevarnost zase ali druge.
Nekatera znanja in veščine, ki naj bi jih imel policijski psiholog:
- razumevanje konceptualne osnove dela policijskega (ali forenzičnega) psihologa
- razumevanje psihologije tudi kot študij kriminalnega vedenja
- poznavanje strukture in delovanja pravosodnega sistema ter zakonodaje (npr. ustavna določila, Kazenski zakonik, Zakon o kazenskem postopku…)
- poznavanje (potencialne) dosežkov uporabe psihologije v kriminalnih preiskavah, pravnih postopkih, pri delu z zaporniki ter pri pomoči ali delu z žrtvami in obsojenci
- poznavanje psihologije v zvezi z delom s prestopniki, žrtvami, pričami in preiskovalci

## Delo policijskega psihologa
Vloga policijskih psihologov v policiji naj bi bila trojna:
- posredovanje znanj in usposabljanje – pri policijskih managerjih gre predvsem za posredovanje znanja s področja organizacijskega vedenja (vedenje posameznikov v organizaciji, vodenje, motiviranje, organiziranje itd.), pri policistih pa gre za posredovanje t.i. psihologije za policiste (osnove psihologije in psihopatologije ter konkretna izhodišča za delo s posebnimi kategorijami v populaciji)
- svetovanje in pomoč policistom in policijskim managerjem pri opravljanju nalog
- neposredno ukvarjanje s policisti in policijskimi managerji (izbira kandidatov za šolanje, napredovanje ipd.) s posebno izstopajočim pomenom psihohigienskega dela za policiste

Howitt je delo policijskega psihologa kratko predstavil kot:
- sodelovanje pri ocenjevanju in izboru kandidatov za policiste,
- individualno in skupinsko svetovanje,
- svetovanje družinam policistov (ne v Sloveniji),
- sodelovanje pri programih zatiranja kriminalitete,
- sodelovanje pri pogajanjih v kriznih situacijah,
- poučevanje,
- raziskovanje,
- razvoj postopkov ali tehnik, ki izboljšujejo psihologovo delo.

Področja na katerih deluje policijski psiholog so raznolika in široko zastavljena:
- selekcija in usmerjanje kariere – psihološko testiranje, ocenjevalni centri, psihološka evalvacija
- usposabljanje in izobraževanje – izobraževanje managerjev, izobraževanje policistov, usposabljanje
- management in organizacijski razvoj – svetovanje managerjem pri delu, svetovanje na področju organizacijskega razvoja, spremljanje učinkov ukrepov
- psihološko svetovanje in pomoč zaposlenim – psihološko svetovanje, programi pomoči zaposlenim, obvezni psihološki pregledi
- svetovanje pri operativnem delu – krizne situacije, delo z osumljenci, žrtvami in očividci, psihološko profiliranje storilcev
- raziskovanje – psihološko raziskovanje policistov in policije, raziskave javnosti v odnosu do policije, raziskovanje storilcev in kršiteljev

Delo psihologa, ki je zaposlen na policiji lahko presega zgoraj omenjene, vendar v tem primeru govorimo širše o forenzičnem psihologu, ki lahko tudi profilira osumljence, svetuje pri zasliševanju osumljencev ali intervjuvanju prič, pomoči žrtvam kaznivih dejanj ali nesreč ipd. Psihologi sodelujejo pri usposabljanju in izobraževanju policistov in vodstvenih delavcev, in sicer v programih izobraževanja kandidatov za policiste in tistih, ki so že dalj časa v policiji, saj je pomembno, da poleg strokovnih področij udeleženci izobraževanj poslušajo tudi predavanja strokovnjakov policijske psihologije.

### Selekcija in usmerjanje kariere
Selekcija za policijsko delo ima najdaljšo tradicijo in se je dolga leta opirala na negativno selekcijsko metodo (screening out), pri čemer gre za odkrivanje in izločanje neprimernih kandidatov za policista, tako da se je selekcija osredotočala na odkrivanje prisotnosti psihopatologije, namesto na prisotnost kazalcev uspešnosti policijskega dela (selecting in). V ta namen mora biti v organizaciji opravljena temeljita analiza dela ter preučevanje dejavnikov uspešnosti, ki vplivajo na policijsko delo. Za izbor kandidatov z želenimi lastnostmi je potrebno najprej določiti standarde, ki so potrebni za korektno opravljanje policijskega dela, šele nato je mogoče pri kandidatih iskati standardizirane lastnosti.
Z ustrezno selekcijo že na začetku preprečimo nekatere težave in negativne pojave, težave pri socializaciji v smislu socialne kontrole disciplinskih postopkov in nadzora, kar zmanjšuje stroške in ohranja ugled policije na ustrezni ravni. McGinnis (1987) poudarja, da ustrezna selekcija pomeni začetek kariere, ki traja običajno 20 do 35 let in v kateri se pojavljajo različne priložnosti za napredovanje ter osebni in delovni razvoj. Od ustrezne kariere sta odvisna tudi uspešnost in razvoj policijske organizacije, zato je področje razvoja in usmerjanja kariere ena glavnih tem organizacijske psihologije.
Na to področje gledamo s stališča policijske organizacije ali posameznika kot uporabnika nasvetov, usmeritev in priporočil pristojnih služb organizacije za zagotavljanje uspešnega usmerjanja kariere. Le z usmerjanjem si organizacija lahko zagotovi določeno bazo zaposlenih, ki imajo vizijo razvoja lastne kariere v skladu z razvojem in smernicami razvoja organizacije. V preteklosti je organizacija načrtovala kariero posameznikov, ki so bili v procesu večinoma pasivni, novejši pristopi pa poudarjajo, da naj bi bil posameznik odgovoren za svojo kariero, ustrezne službe v organizaciji pa ga morajo za to usposobiti, motivirati in spodbujati.
Potrebno je poudariti, da policijski psiholog ne odloča o sprejemu posameznih kandidatov za policista, njihovih razporeditvah, napredovanju ipd. Na podlagi uporabe predpisanih in uveljavljenih postopkov izdela strokovno mnenje ali priporočilo, ki ga preda vodstvu posamezne organizacije, odločitev pa je stvar policijskega vodstva.

### Psihološko testiranje
V svetu se za potrebe policijske selekcije najpogosteje uporabljajo naslednji testi: 
- MMPI (Minesota Multiphasic Personality Inventory) – Minesotski večdimenzionalni osebnostni inventar meri prisotnost psihopatologije. Njegovi rezultati se uporabljajo predvsem za izločanje neprimernih kandidatov.
- CPI (California Psychological Inventory) – Kalifornijski psihološki inventar je usmerjen v veščine socialne interakcije in stile reagiranja. Uporaben je pri odkrivanju zaželenih in nezaželenih potez v vedenju, torej za izbiro ustreznih kandidatov.
- IPI (Inwald Personality Inventory) - Inwaldov osebnostni inventar je bil razvit posebno za potrebe policije oziroma služb javne varnosti kot selekcijski test in je dober pokazatelj pojavov, kot so odsotnost z dela, zamujanje, disciplinske kršitve, delovne ocene, prenehanje dela ipd.

Rezultati na osebnostnih vprašalnikih so eden izmed kriterijev ocene primernosti kandidata, vseeno pa bi bilo potrebno razmišljati o bolj kompleksnih in  za policijsko delo veljavnih postopkih.

### Ocenjevalni centri (assessment centers)
Metoda ocenjevalnega centra je postopek, ki se uporablja za ocenjevanje značilnosti ali sposobnosti, pomembnih za organizacijsko uspešnost in velja za enega najbolj veljavnih pokazateljev bodočega opravljanja dela in uspešnosti pri delu. Uporablja situacijske preizkuse z namenom opazovanja specifičnega vedenja udeležencev, njegova prednost pred drugimi metodami (značilnosti ocenjujejo izolirano) pa je ocena celotne osebnosti v odrazu pri konkretnem delu. Izraz se nanaša na uporabo različnih načinov ocenjevanja (testi, intervjuji, vprašalniki, sociometrični instrumenti, simulacije oziroma situacijski preizkusi ipd.) z vključevanjem tako na posameznika kot na skupino vezanih vzorcev vedenja, ki simulirajo delovne zahteve. Vsakega kandidata mora ocenjevati več ustrezno usposobljenih ocenjevalcev. Ocenjevalne centre se poleg splošnega izboljšanja uspešnosti selekcije uporablja zlasti pri selekciji za posebne naloge, kot so selekcija pripadnikov posebnih enot, ostrostrelcev, pogajalcev z ugrabitelji, vodnikov službenih psov ipd.

### Psihološka evalvacija
Gre za ugotavljanje prisotnosti značilnosti, ki jih z merjenjem in uporabo ostalih ocenjevalnih tehnik ni mogoče ugotavljati. Kot primer tehnik so Pagon, Umek, in Maver navedli stopnje v razvoju policista, sidra v razvoju kariere ter samoreprezentiranje.
Stopnje v razvoju policista
1. Idealistična stopnja – znanje o poklicu temelji na idealih s TV nanizank, filmov in drugih medijev in ga posameznik ne zna izklopiti v prostem času, pogosto na račun družine in prijateljev
2. Adolescentna stopnja (traja od 6 mesecev do 5 let; nekateri je ne presežejo) – policist si oblikuje lastne standarde in "igra" vlogo policista 24 ur dnevno, pri tem pogosto izziva konflikte
3. Stopnja ustaljenosti – policist sprejme dolžnosti in omejitve poklica, drugi vidiki življenja spet postanejo pomembni
4. Stopnja odpovedi/upokojitve – policist zapusti svoje delo proti svoji volji ali se upokoji

Z vidika selekcije in usmerjanja kariere, je pomembno, da psiholog s pomočjo psihološke evalvacije na podlagi psihološkega intervjuja, pregledov dokumentacije, razgovorov z nadrejenimi ter sodelavci in morebitnih pritožb občanov ugotovi, na kateri stopnji razvoja se policist nahaja.
Sidra v razvoju kariere – Sklop znanj, talentov in vrednot, ki usmerjajo, omejujejo in integrirajo kariero. Koncept kariernega sidra je stabilen, spremembe pa so redke. Avtorji opisujejo pet osnovnih sider:
- tehnično-funkcionalna kompetentnost – poudarek je na tehničnih vidikih dela, cilj je rast in razvoj na strokovnem področju
- menedžerska kompetentnost – poudarek je na moči in vplivu na uspešnost organizacijske enote, cilj je hierarhično napredovanje
- varnost – poudarek je na varnosti, ki jo zaposlitev nudi
- ustvarjalnost – poudarek je na potrebi po ustvarjanju nečesa novega, izvirnega
- avtonomija – poudarek je na neodvisnosti od organizacijskih in ostalih omejitev

Samoreprezentiranje – Posameznikov poskus, da bi ustvaril vtis o sebi, s katerim bi vplival na to, kako ga drugi doživljajo in obravnavajo. Uspelo samoreprezentiranje lahko zamegli posameznikovo resnično podobo, neuspelo pa lahko privede do samozavajanja, obrambnih mehanizmov in iskanja izgovorov ter pojava socialne bojazni, ki ima lahko za posledico živčne reakcije.

### Svetovanje pri operativnem delu
Gre za različne kombinacije svetovanja na kraju dejanja ter svetovanja in sodelovanja pri obravnavi primera, pri čemer psiholog pripomore pri opravljanju konkretnega policijskega dela. V takih situacijah je vloga psihologa predvsem svetovanje, priporočanje in predvidevanje, nikakor pa ne sprejemanje odločitev, ki so vedno v rokah za to usposobljenih policistov in policijskih vodij. Psiholog ne more in ne sme sprejemati odločitev o taktičnih policijskih ukrepih, za kar je potrebno natančno poznavanja zakonov, pooblastil policije, zmogljivosti in tehnične opremljenosti enote ter drugih dejavnikov.
Vloga psihologa pri operativnem delu se v grobem deli na:
- krizne situacije – Vse situacije, kjer nekdo ali nekaj ogroža življenje drugih ali lastno življenje, izid pa je odvisen od posredovanja policije (pogajanje za talce, terorizem, ugrabitve, javni neredi ipd.). Psiholog svetuje policistom pri načrtovanju ukrepov, pri ukrepanju na kraju samem ter pri obravnavi po dogodku.
- delo z osumljenci, žrtvami in očividci – Različne kategorije osumljencev zahtevajo tudi psihologovo vključevanje, bodisi za navezovanje stika z močno emocionalno vznemirjenim posameznikom, oceno verodostojnosti pričevanja, preprečevanjem samomorilskih ali samopoškodovalnih nagibov ipd. Sodelovanje psihologa je še zlasti pomembno pri otrocih in mladoletnikih kot storilcih, zlorabljenih otrocih, žrtvah spolnih deliktov, svojcev ugrabljenih oseb, duševno bolnih, samomorilnih osebah ter svojcih žrtev kaznivih dejanj. Psiholog v teh primerih deluje kot policist s posebnimi znanji, ki pa jih ne sme uporabljati za kakršne koli manipulacije žrtve ali storilca kaznivega dejanja, saj ga k temu zavezuje poklicna psihološka etika. Ena od posebnih tehnik je t.i. kognitivni intervju, ki izboljša sposobnost priklica in zanesljivost podanih informacij.
- psihološko profiliranje storilcev – Predstavlja kombinacijo temeljitega poznavanja delovanja človekove duševnosti in statistik o značilnosti določenih kategorij storilcev kaznivih dejanj[9]. Ni primerno za vsa kazniva dejanja, njbolj uspešno je pri umorih, spolnih deliktih, požigih in ugrabitvah.

### Psihološko raziskovanje
Raziskovanje se nanaša na različna področja:
- raziskovanje značilnosti policistov in njihova primerjava s splošno populacijo,
- raziskave s področij delovanja policijskega psihologa (npr. validacija selekcijskih postopkov, odločanje pri policijskem delu),
- raziskovanje storilcev in kršiteljev.

### Psihohigienska dejavnost
Psihologi lahko policista, ki se k njim zateče po pomoč ali nasvet ali ko pri njem opazijo določene težave, dobro razumejo in mu tudi svetujejo. Psihološko svetovanje se v tujini pogosto šteje za najpomembnejše opravilo policijskih psihologov, v Sloveniji pa je drugače. Pod pojmom psihološko svetovanje največkrat razumemo psihološko strokovno pomoč posameznikom ali skupinam, ki imajo težave ali motnje pretežno psihične narave. Svetovanje je lahko individualno ali skupinsko in pri sodelovanju sta prisotna dva modela:  
- intervencijski model – psiholog ukrepa, ko so težave že prisotne
- preventivni model – psiholog preprečuje, da bi se težave sploh pojavile

Bistvo psihološkega svetovanja je, da posamezniki ali skupine dosežejo optimalno raven psihološkega funkcioniranja, kjer gre za primerno intelektualno, emocionalno in interpersonalno obnašanje. Psihohigiensko dejavnost je pomembno v policiji uvesti tako, da policistov ne bo stigmatizirala, kar bi preprečilo nekatere predsodke do svetovalnega dela.
Eden novejših ukrepov za vzpostavljanje preventivnega modela psihohigienske dejavnosti v slovenski policiji je protistresni program, ki so ga začeli izvajati leta 1998. Izvajanje protistresnih programov za policiste v Sloveniji sodi v preventivni model, ki je namenjen policistom na vseh ravneh dela in se izvaja kot poseben program samospoznavanja na fizični in duševni ravni, uporabe različnih vrst dihanja in sproščanja ter spoznavanja različnih možnosti za bolj zdrav način življenja. Vsebina je prilagojena naravi policijskega dela in upošteva okolje v katerem živijo in delajo, saj to izpostavlja policiste najrazličnejšim pritiskom, ki povzročajo stres. Ta v nadaljevanju povzroča različna neželena stanja kot so utrujenost, razdražljivost, nestrpnost, jeza, pikrost, brutalnost, neosredotočenost ipd.

## Stanje v Sloveniji
V tujini je strokovno sodelovanje vodstva policijskih enot in psihologov uvedeno že dolga leta, na Slovenskem pa še vedno ni jasnih smernic, ki bi omogočale ustrezno sodelovanje (Kravanja, 2009). V domači strokovni javnosti občasno naletimo na različna pojmovanja uporabe in vloge psihologije v policijski organizaciji ter v kriminalistični teoriji in praksi, vendar psihologija šele počasi prodira na področja policijskega dela. Področji, na katerem bi policijsko vodstvo s pomočjo psihologov lahko naredilo korak naprej, sta usmerjanje in spremljanje policistove kariere ter ocenjevanje in preverjanje sposobnosti za opravljanje policijskega dela.
Področje izobraževanja in usposabljanja policistov je bilo v Sloveniji še nedaleč nazaj izključno v rokah Policije. Pozneje se je srednješolsko izobraževanje ukinilo in izvajati se je začel program za poklicno prekvalifikacijo kandidatov za policiste, visokošolski študij pa se je začel izvajati pod okriljem Univerze. Nujno je, da so v izobraževanje vključeni strokovnjaki s področja policijske psihologije, ki lahko na policiste prenesejo ogromno prepotrebnega znanja in jim s tem omogočijo jasnejši pogled na kompleksnost in pomembnost tega področja.